# Limbă auxiliară internațională
O limbă auxiliară internațională (uneori acronimizată ca IAL sau contractată ca auxlang în engleză) este o limbă destinată comunicării între persoane din diferite medii lingvistice, care nu împărtășesc o limbă comună. O limbă auxiliară este în primul rând o limbă străină și adesea o limbă construită. Conceptul este înrudit, dar separat de ideea de lingua franca (sau limbă dominantă) pe care oamenii trebuie să o folosească pentru a comunica. Studiul limbilor auxiliare internaționale se numește interlingvistică.
Termenul „auxiliară” implică faptul că aceasta este destinată să fie o limbă suplimentară pentru comunicarea între oameni, mai degrabă decât să înlocuiască limbile lor materne. Adesea, termenul este folosit în special pentru a se referi la limbile planificate sau construite propuse pentru a facilita comunicarea internațională, cum ar fi Esperanto, Ido și Interlingua. Acestea preiau de obicei cuvinte din limbile vorbite pe scară largă. Cu toate acestea, termenul se poate referi, de asemenea, la conceptul unei astfel de limbi determinate prin consens internațional, incluzând chiar și o limbă naturală standardizată (de exemplu, engleza), și a fost, de asemenea, legată de proiectul de construire a unei limbi universale.
Limbile societăților dominante de-a lungul secolelor au servit drept linguae francae care s-au apropiat uneori de nivelul internațional. Latina, greaca, sanscrita, persana, tamil și lingua franca mediteraneană au fost folosite în trecut. Mai recent, araba modernă standard, mandarina, engleza, franceza, germana, italiana, portugheza, rusa și spaniola au fost utilizate ca atare în multe părți ale lumii. Cu toate acestea, deoarece linguae francae sunt asociate în mod tradițional cu dominația - culturală, politică și economică - care le-a făcut populare, ele sunt adesea întâmpinate cu rezistență. Din acest motiv și nu numai, unii au apelat la ideea promovării unei limbi construite ca posibilă soluție, prin intermediul unei limbi „auxiliare”, un exemplu fiind Esperanto.

## Istorie
Utilizarea unei limbi auxiliare intermediare (denumită și „limbă de lucru”, „limbă-punte”, „limbă vehiculară” sau „limbă unificatoare”) pentru a face posibilă comunicarea între persoane care nu împărtășesc o limbă primară, în special atunci când este vorba de o a treia limbă, diferită de ambele limbi materne, poate fi aproape la fel de veche ca limba însăși. Cu siguranță, ele au existat încă din antichitate. Latina și greaca (sau greaca koine) au fost limbile intermediare ale tuturor zonelor din Mediterană; akkadiana și apoi aramaica au rămas limbile comune ale unei mari părți din Asia de Vest prin intermediul mai multor imperii anterioare. Astfel de limbi naturale utilizate pentru comunicarea între persoane care nu împărtășesc aceeași limbă maternă sunt numite linguae francae.

### Linguae francae(limbi naturale internaționale)
Linguae francae au apărut pe tot globul de-a lungul istoriei omenirii, uneori din motive comerciale (așa-numitele „limbi comerciale”), dar și din motive diplomatice și administrative și ca mijloc de schimb de informații între oamenii de știință și alți cercetători de naționalități diferite. Termenul își are originea într-o astfel de limbă, lingua franca mediteraneană, o limbă pidgin utilizată ca limbă comercială în zona mediteraneană între secolele XI și XIX. Exemplele de linguae francae rămân numeroase și există pe toate continentele. Cel mai evident exemplu de la începutul secolului XXI este engleza. În plus, un caz special al limbii engleze este cel al Basic English, o versiune simplificată a limbii engleze care împărtășește aceeași gramatică (deși simplificată) și un vocabular redus de numai 1 000 de cuvinte, cu intenția ca orice persoană cu cunoștințe de bază de limba engleză să poată înțelege chiar și texte destul de complexe.

### Limbi artificiale
Deoarece toate limbile naturale prezintă o serie de neregularități gramaticale care le fac mai dificil de învățat și sunt, de asemenea, asociate cu dominația națională și culturală a națiunii care le vorbește ca limbă maternă, atenția a început să se concentreze pe ideea creării unei limbi artificiale sau construite ca posibilă soluție. Conceptul de simplificare a unei limbi existente pentru a o transforma într-o limbă auxiliară se regăsea deja în Encyclopédie din secolul al XVIII-lea, unde Joachim Faiguet de Villeneuve, în articolul despre Langue, a scris o scurtă propunere de gramatică „laconică” sau regularizată a limbii franceze. 
Unele dintre limbajele filozofice din secolele XVII-XVIII ar putea fi considerate proto-limbi auxiliare, deoarece creatorii lor intenționau să servească drept punți între oameni de limbi diferite, precum și să dezambiguizeze și să clarifice gândirea. Cu toate acestea, majoritatea sau toate aceste limbi au fost, în măsura în care se poate spune din publicațiile care au supraviețuit despre ele, prea incomplete și neterminate pentru a servi ca auxlangs (sau pentru orice alt scop practic). Primele limbaje construite pe deplin dezvoltate pe care le cunoaștem, precum și primele limbaje construite concepute în primul rând ca auxlang-uri, au apărut în secolul al XIX-lea; Solresol de François Sudre, un limbaj bazat pe note muzicale, a fost primul care a beneficiat de atenție pe scară largă, deși, aparent, nu și de vorbitori fluenți.